# Diskuskastning för damer vid olympiska sommarspelen 2016
Damernas diskuskastning vid olympiska sommarspelen 2016, i Rio de Janeiro i Brasilien avgjordes den 15-16 augusti på Estádio Olímpico João Havelange.

## Medaljörer
| Spel           | Guld                     | Silver                         | Brons                |
| Diskuskastning | Sandra Perković Kroatien | Mélina Robert-Michon Frankrike | Denia Caballero Kuba |

## Resultat

### Kval
| Placering | Grupp | Namn                     | Nationalitet   | #1    | #2    | #3    | Resultat | Noteringar |
| --------- | ----- | ------------------------ | -------------- | ----- | ----- | ----- | -------- | ---------- |
| 1         | B     | Yaime Pérez              | Kuba           | 65,38 |       |       | 65,38    | Q          |
| 2         | B     | Su Xinyue                | Kina           | 65,14 |       |       | 65,14    | Q          |
| 3         | A     | Sandra Perković          | Kroatien       | x     | x     | 64,81 | 64,81    | Q          |
| 4         | A     | Dani Samuels             | Australien     | x     | 59,42 | 64,46 | 64,46    | Q          |
| 5         | B     | Nadine Müller            | Tyskland       | 63,67 |       |       | 63,67    | Q          |
| 6         | A     | Denia Caballero          | Kuba           | x     | x     | 62,94 | 62,94    | Q          |
| 7         | B     | Mélina Robert-Michon     | Frankrike      | 62,59 |       |       | 62,59    | Q          |
| 8         | A     | Feng Bin                 | Kina           | 55,97 | 62,01 |       | 62,01    | Q          |
| 9         | B     | Julia Fisher             | Tyskland       | 61,83 | x     | 60,69 | 61,83    | q          |
| 10        | A     | Chen Yang                | Kina           | x     | x     | 61,44 | 61,44    | q          |
| 11        | A     | Zinaida Sendriute        | Litauen        | x     | x     | 60,79 | 60,79    | q, SB      |
| 12        | A     | Shanice Craft            | Tyskland       | 60,23 | x     | x     | 60,23    | q          |
| 13        | A     | Pauline Pousse           | Frankrike      | x     | x     | 58,98 | 58,98    |            |
| 14        | A     | Chinwe Okoro             | Nigeria        | 57,34 | 58,85 | 58,53 | 58,85    |            |
| 15        | B     | Natalia Semenova         | Ukraina        | x     | 58,41 | x     | 58,41    |            |
| 16        | B     | Tarasue Barnett          | Jamaica        | x     | 54,36 | 58,09 | 58,09    |            |
| 17        | A     | Żaneta Glanc             | Polen          | 55,27 | 56,09 | 57,88 | 57,88    |            |
| 18        | B     | Karen Gallardo           | Chile          | 57,81 | 55,98 | 55,20 | 57,81    |            |
| 19        | A     | Dragana Tomašević        | Serbien        | 55,87 | 57,67 | x     | 57,67    |            |
| 20        | B     | Seema Antil              | Indien         | 57,58 | x     | 56,78 | 57,58    |            |
| 21        | B     | Andressa de Morais       | Brasilien      | 57,38 | x     | x     | 57,38    |            |
| 22        | A     | Shadae Lawrence          | Jamaica        | 57,09 | x     | x     | 57,09    |            |
| 23        | B     | Sabina Asenjo            | Spanien        | 56,94 | 56,22 | x     | 56,94    |            |
| 24        | B     | Subenrat Insaeng         | Thailand       | 56,64 | x     | 54,74 | 56,64    |            |
| 25        | B     | Kelsey Card              | USA            | x     | 51,16 | 56,41 | 56,41    |            |
| 26        | A     | Hrisoula Anagnostopoulou | Grekland       | x     | 54,84 | 53,19 | 54,84    |            |
| 27        | B     | Rocío Comba              | Argentina      | x     | 54,44 | x     | 54,44    |            |
| 28        | B     | Jade Lally               | Storbritannien | 51,60 | 53,99 | 54,06 | 54,06    |            |
| 29        | B     | Shelbi Vaughan           | USA            | x     | 53,33 | 46,71 | 53,33    |            |
| 30        | A     | Natalia Stratulat        | Moldavien      | x     | 53,27 | 48,80 | 53,27    |            |
| 31        | A     | Fernanda Martins         | Brasilien      | 50,19 | 51,85 | x     | 51,85    |            |
| 32        | A     | Marija Telusjkina        | Kazakstan      | x     | 43,70 | 45,33 | 45,33    |            |
| 33        | A     | Whitney Ashley           | USA            | x     | x     | x     | NM       |            |
| 33        | B     | Kellion Knibb            | Jamaica        | x     | x     | x     | NM       |            |

### Final
| Placering | Namn                 | Nationalitet | #1    | #2    | #3    | #4               | #5               | #6               | Resultat | Noteringar |
| --------- | -------------------- | ------------ | ----- | ----- | ----- | ---------------- | ---------------- | ---------------- | -------- | ---------- |
| 1         | Sandra Perković      | Kroatien     | x     | x     | 69,21 | x                | x                | x                | 69,21    |            |
| 2         | Mélina Robert-Michon | Frankrike    | 65,52 | 64,83 | 65,08 | x                | 66,73            | x                | 66,73    | NR         |
| 3         | Denia Caballero      | Kuba         | 61,80 | x     | 65,34 | 63,82            | x                | 64,64            | 65,34    |            |
| 4         | Dani Samuels         | Australien   | 63,57 | x     | 61,21 | 61,95            | 62,87            | 64,90            | 64,90    |            |
| 5         | Su Xinyue            | Kina         | 63,88 | 61,02 | 64,37 | 62,20            | 63,87            | x                | 64,37    |            |
| 6         | Nadine Müller        | Tyskland     | 63,13 | x     | x     | x                | x                | x                | 63,13    |            |
| 7         | Chen Yang            | Kina         | 63,11 | x     | 60,47 | 59,19            | x                | x                | 63,11    |            |
| 8         | Feng Bin             | Kina         | 62,26 | 60,27 | 63,06 | 61,14            | x                | 61,85            | 63,06    |            |
| 9         | Julia Fischer        | Tyskland     | 60,69 | x     | 62,67 | Gick inte vidare | Gick inte vidare | Gick inte vidare | 62,67    |            |
| 10        | Zinaida Sendriute    | Litauen      | 58,25 | 59,95 | 61,89 | Gick inte vidare | Gick inte vidare | Gick inte vidare | 61,89    | SB         |
| 11        | Shanice Craft        | Tyskland     | x     | 58,39 | 59,85 | Gick inte vidare | Gick inte vidare | Gick inte vidare | 59,85    |            |
| –         | Yaime Pérez          | Kuba         | x     | x     | x     | Gick inte vidare | Gick inte vidare | Gick inte vidare | NM       |            |